# Pas kontuszowy

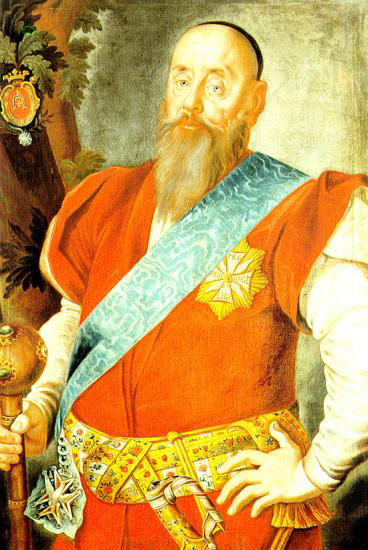
Wacław Rzewuski usando um pas kontuszowy dourado.

Pas kontuszowy ("cinto de kontusz") era um cinto de tecido usado para prender em volta da cintura um kontusz (um tipo de roupão). Era um dos mais característicos itens de vestuário da nobreza polonesa e lituana (szlachta) desde o século XVII até o século XIX. Nos primeiros tempos, algumas vezes eram usadas faixas apertadas de tecido fino ou trançados de seda, mas o largo pas kontuszowy é específico do período posterior. Era usado por homens.
Como o restante dos trajes típicos poloneses, o cinto do kontusz teve origem oriental. Compreendia uma faixa de tecido de cerca de três a quatro metros e meio de comprimento coberto por diversos desenhos, com aproximadamente quarenta centímetros de largura. Os cintos mais caros eram confeccionados em seda e ouro. Dependendo da largura do cinto, ele podia ser dobrado de diversas maneiras a fim de revelar diferentes desenhos para diferentes ocasiões, os cintos mais ornados possuíam quatro lados.
No começo tais cintos eram importados da Pérsia e Turquia. No século XVII muitos cintos manufaturados eram encontrados em todos os lugares da República das Duas Nações, tais como em Kobyłka, Grodno, Cracóvia e Gdańsk. As maiores e mais famosas manufaturas, porém, estavam em Słuck. Os cintos lá produzidos eram os mais procurados e também os mais caros. Devido a popularidade do pas kontuszowy produzidos lá, ele era algumas vezes chamado de pas słucki (cinto de Słuck). Os cintos de Słuck tinham dois padrões de cores diferentes de cada lado. O moderno poeta e cantor polonês, Jacek Kaczmarski, cantou sobre aqueles cintos em uma de suas baladas, Z pasa słuckiego pożytek (O uso de um cinto słucki).